# کوری (آلاسکا)
کوری (به انگلیسی: Curry) یک شهر در ایالات متحده آمریکا است که در Matanuska-Susitna Borough واقع شده‌است. کوری ۱۶۸٫۸۶ متر بالاتر از سطح دریا واقع شده‌است.